# توآتا دی دانان

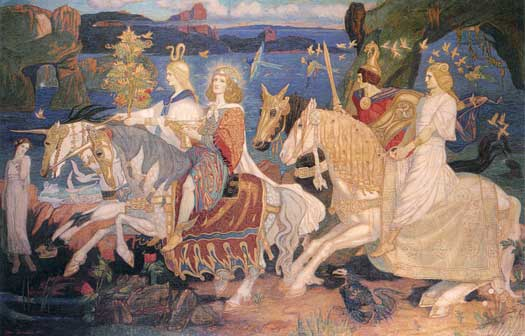
توآتا دی دانان اثر جان دانکن

توآتا دی دانان یا توها د دانان به مجمع خدایان در دین پیشامسیحیت ایرلند گفته می‌شود. این عبارت در زبان ایرلندی باستان به معنای قوم و قبیله ایزدبانو دانو می‌باشد. خدایان ایرلندی مهم که ریشه در اساطیر سلت دارد, جزء این مجموعه می‌باشند که فهرست آن به شرح زیر می‌باشد :
گویبینو (ایزد آهنگری ایرلند که معادل ولکان رومی و هفائستوس یونانی می‌باشد), لوغ, گویدیون (ایزد فرهنگ و تمدن که از بسیاری جهات شبیه اودین, خدای بزرگ ژرمن, می‌باشد) و آریانرود (تنها دختر ایزدبانو دانو)

## تاریخ اسطوره‌ای ایرلند
در کتاب لاور گوالا (لیبهار گابهالا) یا کتاب اشغال‌ها (و یا کتاب هجوم‌ها و فتوحات) سرگذشت اسطوره‌ای نخستین ساکنان ایرلند آمده است. پس از توفان بزرگ, زنی به نام سیسایر (که احتمالا شخصیت او برگرفته از کیرکه ایزدبانو یونانی است) به ایرلند آمد اما طی یک بیماری مرموز او و پیروانش از بین رفتند. سپس مردی از یونان به نام پارتولان و یاران او به ایرلند آمدند, اما آن‌ها نیز توسط یک بیماری مرموز از بین رفتند. بار سوم گروهی موسوم به فرزندان نمد که در لغت به  معنای مقدس است و اصالتا اهل سرزمین اسکاتیا (سکا) بودند, قدم به خاک این جزیره گذاشتند. گروه دیگری از مهاجران به نام فیربولگ‌ها به ایرلند آمدند و آن‌ها برخلاف دو گروه پیشین توانستند در ایرلند ساکن بشوند اما به زودی با رقیبانی سرسخت مواجه شدند. از یک طرف گروهی از غولان و دیوان به نام فوموریان‌ها در ایرلند ساکن شدند و از طرفی دیگر مهاجرانی سرسخت به ایرلند آمدند که بعدها توآتا د دانان نام گرفتند که در ایرلندی باستان به معنای طایفه ایزدبانو دانو می‌باشد. توآتا د دانان به همراه خود طلسم‌ها و ابزارهای جادویی‌شان یعنی شمشیر داگدا, نیزه لوگ, پاتیل (دیگ) داگدا و سنگ فال را به همراه خود آوردند. توآتا دی دانان در دو نبرد که هر دو به نبرد ماگ تورا (ماگ توییریاده) معروف هستند, در ابتدا با فیربولگ‌ها و بار دوم با فوموریان‌ها جنگیدند اما با وجود این موفقیت‌های چشمگیر به زودی توآتا د دانان با گروهی دیگر از مهاجران مواجه شدند که به رهبری شخصی به نام میل از اسپانیا وارد ایرلند شده بودند. این بار توآتا د دانان شکست خوردند اما طی توافقی که با میلسایی‌ها (پیروان میل) انجام دادند, قرار بر این شد که سرزمین بالا (جزیره ایرلند) متعلق به میلسایی‌ها و زیر زمین متعلق به توآتا د دانان باشند و همچنین میلسایی‌ها, توآتا د دانان را به عنوان خدایانشان پرستش کنند. در جهان زیرین, توآتا دی دانان با استفاده از نیروی جادویی خود همچنان کنترل ماوراء طبیعی را در اختیار دارند. 

## نبرد اول ماگ تورا
در نبرد اول مگ تور که بین توآتا د دانان و فیربولگ‌ها صورت گرفت, توآتا د دانان پیروزی چشمگیری را به دست آورد اما دست پادشاه توآتا د دانان به نام نوآدا بریده شد اما دیانسشت (ایزد سلامتی و معادل اسکلپیوس یونانی در اساطیر ایرلند) یک دست نقره‌ای برای او درست کرد و به همین سبب به نوآدا دست نقره‌ای معروف شد. اما با این وجود نوآدا پس از نبرد قادر نبود مسئولیت سلطنت را بپذیرد, به همین علت از سلطنت کناره گرفت و برس جای او را گرفت. نام برس در لغت به معنای زیباروی هست و شخص برس از تباری پدری به فوموریان‌ها و از تبار مادری به ایزد ایریو از ایزدان توآتا دی دانان می‌رسید. نام ایرلند امروزی ریشه در نام ایزدبانو ایریو, مادر برس, دارد. اگرچه اندکی بعد ظلم و فساد برس باعث شد که او برکنار شود و بار دیگر نوآدا به سلطنت بازگردد.

## نبرد دوم ماگ تورا
دومین نبرد مگ تور بین توآتا د دانان و فوموریان‌ها یا فوم‌هوراها صورت گرفت. فوموریان‌ها نژادی از شیاطین ساکن در جزیره بودند که پارتولان, از اولین مهاجران, با آن‌ها جنگیده بود. برس, شاه مخلوع, طی ملاقات‌هایی که با فوموریان‌ها داشت, آنان را به جنگ علیه توآتا دی دانان تحریک کرد. در نبرد دوم ماگ تورا بالور رهبر فوموریان‌ها بود. او غولی بود که نگاه خیره تنها چشم بزرگ او, مرگ آنی را به دنبال داشت. بالور در جریان نبرد دوم مگ تورا به پادشاه نوآدا حمله کرد اما لوگ, از ایزدان بزرگ توآتا دی دانان که نوه دختری بالور نیز به شمار می‌رفت, با نیزه زهرآگینش بالور را کور کرد. پس از کور شدن بالور, برس اسیر شد, فوموریان‌ها عقب‌نشینی کردند و در نتیجه بار دیگر توآتا دی دانان پیروز شدند.  

## ورود میل به ایرلند و پایان کار توآتا دی دانان
پس از نبرد دوم مگ تور, قدرت توآتا دی دانان رو به زوال نهاد. شخصی به نام میل از اسپانیا به همراه پیروانش قدم به خاک جزیره نهادند. آن‌ها در هنگام عبور از جزیره به سه ایزدبانو به نام بانبا (بنوا), فودلا (فولا) و اریو برخورد کردند. این سه ایزدبانو درخواست کردند که نام یکی از آن‌ها بر روی جزیره گذاشته شود. در نهایت نام اریو بر روی این جزیره گذاشته شد و نام ایرلند امروزی ریشه در نام این ایزدبانو دارد. در پایان جنگی که میان توآتا دی دانان و میلسایی‌ها (پیروان میل) به وقوع پیوست, توافق شد که توآتا دی دانان از ایرلند رفته و به دنیای ماورا بازگردند و در عوض میلسایی‌ها آن‌ها را به عنوان ایزدان خود پرستش کنند.